# Paulo, Cirilo e companheiro mártir
Paulo, Cirilo e companheiro, cujo nome se perdeu, são santos da Igreja Católica, dos quais pouco se sabe. Foram martirizados em Antioquia, atual Síria, em data incerta.